# Toresky

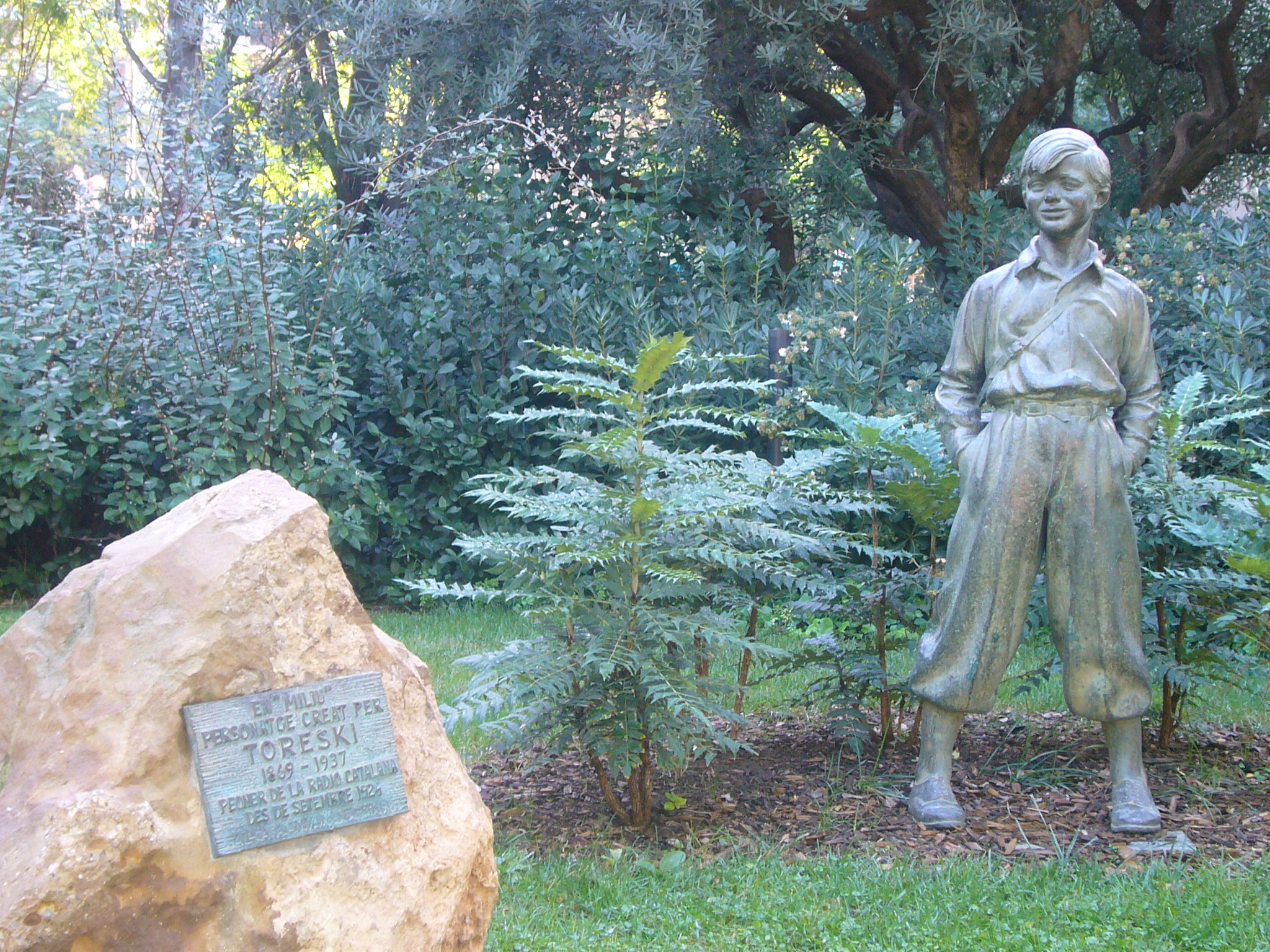
Estàtua d'en Míliu, personatge de Toresky, situada a la plaça de la Sagrada Família de Barcelona

Josep Torres i Vilata (Barcelona, 31 d'octubre de 1868- 10 de maig de 1937) fou un locutor de ràdio català, un dels pioners en aquest camp.
Era fill de Fèlix Torres i Benet nascut a la Barceloneta i Antònia Vilata i Cortada natural d'Olesa de Montserrat. S'inicià com a actor i el 1893 marxà a Amèrica del Sud amb una companyia de sarsuela, però a començaments del segle xx es va fer famós com a transformista i ventríloc amb el pseudònim Toresky. El 1924 fou nomenat primer locutor de Ràdio Barcelona i va popularitzar el seu pseudònim, sobretot amb els diàlegs que mantenia amb un personatge infantil anomenat Míliu, amb el qual va fer campanyes de beneficència que li valgueren una medalla del govern de la Segona República Espanyola. El primer any d'emissions a Radio Barcelona, compartia programa amb en Ramon Blanch i Castellví, veïns del Carrer de la Duquessa d'Orleans del barri de Sarrià. Aquest imitava les veus de nens, animals, etc, de les històries que en Toresky explicava. L'Enric Casademont i Aymerich, a la dècada dels 50, va crear un nou personatge infantil, Pau Pi, amb l'orientació benèfica iniciada amb en Míliu, recuperant una gran audiència per a Ràdio Barcelona i enregistrant diversos discs (de 78rpm). A la plaça de la Sagrada Família hi ha una estàtua d'en Míliu, també és representat pel Gegantó Míliu.
Enterrat al Cementiri de Les Corts de Barcelona. El seu nínxol es va perdre en les obres d'ampliació per fer el tanatori.